# Окраина (газета)
«Окраина» — ежедневная общественно-политическая и литературная газета либерально-радикального направления, издававшаяся с 30 июля (12 августа) 1907 до 25 мая (7 июня) 1908 года в Минске на русском языке.
Развивала программу запрещённой газеты «Жизнь провинции». Цензура характеризовала её как издание «резко оппозиционного направления без ясной и конкретно определенной программы какой-либо партии». Печатала последние сообщения, статьи общественно-политического и литературно-художественного содержания, беллетристику, поэзию, местную хронику, рекламу, иллюстрации. Критиковала правительственную политику Столыпина, злоупотребления местных властей, выступала против дискриминации «инородцев».
Проблемам историографии, истории, культуры посвящены исследования Д. Бохана «Польская народная поэзия», М. Метерлинка «Психология несчастного случая», «Великий художник» (о Л. Толстого), М. Каралицкого «Идея творчества в произведениях Тургенева и гауптмана» и другие авторы литературно-художественного отдела ориентировались на традиции реализма и просветительскую эстетику, пропагандировали наследие русской, польской и западноевропейской литературы и художественной культуры, положительно оценили новаторство Л. Андреева, К. Бальмонта, З. Гиппиус, У. Меерхольда, М. Минского, Г. Гауптмана, Метерлинка, Ф. Сологуба. Освещала театральную и музыкальную жизнь Минска. Издание газеты приостановлено, позже запрещено.